# Saenuri-dang
Saenuri-dang var ett inflytelserikt konservativt parti i Sydkorea. Från 2012 till 2017 hade partiet majoritet i Sydkoreas nationalförsamling. Partiet upplöstes 17 februari 2020.
Partiet grundades den 21 november 1997 som Det stora nationella partiet (Hannaradang, 한나라당) och bytte till sitt slutgiltiga namn den 13 februari 2012. Det koreanska saenuri betyder "ny värld".
Partiet stödde marknadsekonomi och frihandel, entreprenörskap, ekonomisk utveckling i samarbete med chaebol-konglomeraten, sänkta skatter, minskad byråkrati och offentliga utgifter och en starkare allians med USA, Japan och andra västliga länder. Partiet ville att Sydkorea skulle distansera sig från Ryssland och Kina och förespråkade en hårdare linje mot Nordkorea. Partiet representerade Sydkoreas politiska elit, som traditionellt är konservativ. Partiet hämtade sitt stöd från konservativa väljare på landsbygden, i synnerhet i Gyeongsang-regionen sydöst i landet. De sydkoreanska partierna är oftast lösa koalitioner och Saenuri var det äldsta bland dagens partier i Sydkorea. I juni 2012 hade partiet runt 2,2 miljoner registrerade medlemmar.
Partiet fick majoritet i valen till nationalförsamlingen 2008 och 2012, men förlorade sin egen majoritet efter tre avhopp. Lee Myung-bak från Saenuri var Sydkoreas president 2008-13 och Saenuris kandidat Park Geun-hye blev president i februari 2013.
År 2018 arresterades Park efter att hon avsattes i korruptionshärvan. Efter ett årtionde med konservativt styre vann Moon Jae-In från liberala Demokratiska partiet presidentvalet 2017.
I parlamentsvalet 2020 fick Förenade framtidspartiet (f.d Saenuri) endast 103 platser och dess stödparti, Koreanska framtidspartiet 19.